# Daphné Dumery
Pour les articles homonymes, voir Dumery.
Daphné G.C. Dumery, née le 4 janvier 1974 à Blankenberge, est une femme politique belge flamande, membre de la N-VA.  
Elle est licenciée en criminologie et licenciée en droit ; avocate.  

## Carrière politique
- Conseillère communale de Blankenberge.
- Députée fédérale depuis le 13 juin 2010.